# Дашкевич, Николай Павлович
Никола́й Па́влович Дашке́вич (1852—1908) — русский и украинский историк и литературовед, представитель культурно-исторической школы и сравнительного метода в литературоведении. Член-корреспондент (c 7 апреля 1902), ординарный академик (c 7 апреля 1907) Императорской Санкт-Петербургской академии наук.

## Биография
Сын священника. Окончил историко-филологический факультет Киевского университета (1873), там же доцент и (30 лет, до смерти) профессор всеобщей истории литературы. В 1877 признан магистром всеобщей истории литературы. Читал лекции на киевских Высших женских курсах. С 1907 был академиком Санкт-Петербургской Академии наук. Примыкал по методу к культурно-исторической школе Пыпина. Цикл работ Дашкевича посвящён украинской литературе; сюда относится прежде всего отзыв о книге Н. И. Петрова «Очерк истории украинской литературы», разросшийся в целую книгу (1888). Автор работ о творчестве русских и украинских писателей, о русском былинном эпосе. Исследовал историю Южной Руси и Великого княжества Литовского. Уточнил хронологию Галицко-Волынской летописи, высказав предположение о местонахождении собственно Литвы.

## Труды
- Княжение Даниила Галицкого по русским и иностранным известиям. «Университетские известия» Киев, 1873
- Переговоры пап с Даниилом Галицким об унии Юго-Западной Руси с католичеством. «Университетские известия» Киев, 1884, № 8.
- Первая уния Юго-западной Руси с католичеством (1246—1254). Киев, 1884
- Болоховская земля и её значение в русской истории, «Труды 3-го археологического съезда» (и отдельно)
- Из истории средневекового романтизма. Сказание о св. Граале (1876)
- Постепенное развитие науки истории литературы и современные её задачи (1877)
- Литовско-Русское государство, условия его возникновения и причины упадка // Университетские Известия, Киев, 1882, № 3, 5, 8-10, 1883, № 4
- Борьба культур и народностей в Литовско-Русском государстве в период династической унии Литвы с Польшей // Университетские Известия, 1884. № 10, 12
- Былины об Алеше Поповиче и о том, как не осталось на Руси богатырей (1883), «Киевские университетские Известия»
- Происхождение и развитие эпоса о животных, «Киевские университетские Известия»
- Романтика Круглого Стола в литературах и жизни Запада (выпуск 1-й, Киев, 1890)
- Пушкин в ряду великих поэтов (1899)
- Ряд статей в «Библиотеке великих писателей» С. А. Венгерова